# Takashi Okuhara
Takashi Okuhara (奥原 崇 Okuhara Takashi?,  nacido el 31 de julio de 1972 en Tokio) es un exfutbolista japonés. Jugaba de centrocampista y su último club fue el FC Tokyo de Japón.

## Trayectoria

### Clubes
| Club     | País  | Año         |
| -------- | ----- | ----------- |
| FC Tokyo | Japón | 1995 - 1999 |